# Lista de personagens de Boku no Hero Academia

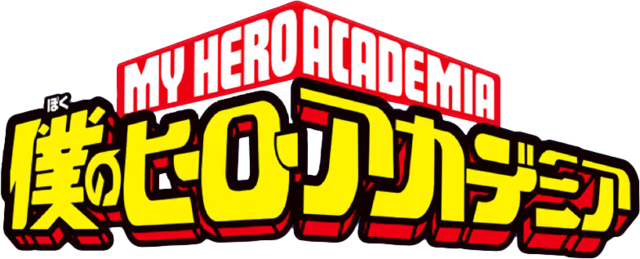
Logotipo japonês da série

A série de mangá e anime My Hero Academia apresenta um vasto mundo com um extenso elenco de personagens criados por Kōhei Horikoshi . A história se passa em um mundo fictício, onde, atualmente, mais de 80% da população da Terra possui alguma forma de habilidade sobre-humana , comumente referida como uma "peculiaridade". O advento dessas habilidades deu origem não apenas a heróis profissionais, mas também à ameaça de vilões.

## Personagens Principais
- Izuku Midoriya (緑谷出久, Midoriya Izuku)[1]

Também conhecido como Deku, é o protagonista da série e nono usuário do One For All. Apesar de ter nascido sem nenhuma individualidade, sempre quis ser um herói como o All Might. Para isso, ele estudou tanto os poderes dos heróis profissionais como dos vilões. Depois de ser salvo por All Might, Midoriya pergunta-lhe se pode se tornar um herói mesmo que não tenha nenhuma individualidade. Depois de primeiramente dizer que não, All Might se comove com a atitude de Izuku ao correr para salvar seu amigo de infância das mãos de um vilão, quando nem mesmo o próprio All Might se julgava capaz de salvá-lo. O herói então diz que vai passar-lhe o poder do One For All, repassado por gerações há décadas, e que acumulava a energia de todos os usuários que já o usaram e dá ao usuário atual a capacidade de liberá-la, garantindo-o força, agilidade e resistência sobre-humanas, porém causando enormes danos colaterais a um corpo sem treino como o de Izuku. Com o desenvolvimento da história, Deku aprende a controlar cada vez mais o seu poder. Ele é muito tímido no que diz respeito a mulheres, no caso de Uraraka. Numa passagem do mangá, com o propósito de libertar Tenku Shimura da influência do All for One, Midoriya deixa a UA junto dos heróis profissionais e deixa uma carta de despedida para seus amigos. Midoriya agora quase dominando as outras individualidades dos outros antigos heróis que herdaram o One for All, ele foi fazer o bem mas escondendo o rosto sem revelar sua identidade, mas também recebia ajuda dos outros heróis, em particular também o All Mighty. Ele também se depara com Lady Nagant, que possui o Quirk de Sniper. Midoriya consegue dominá-la e tenta persuadi-la de falar onde está All for One e pede para desistir de ser vilã, mas All for One detona a Lady Nagant deixando seu corpo queimado. Midoriya vai a base onde estaria All for One e vê uma tela em que está All for One falando que desestrutura Midoriya fazendo ele se perder de si mesmo virando outra pessoa. Para detê-lo foi preciso seus companheiros da academia UA para detê-lo e conseguiram detê-lo. Midoriya ficou todo desgastado devido ao uso do poder do One for All.
- Toshinori Yagi (八木俊典, Yagi Toshinori), mais conhecido como All Might (オールマイト, Ōrumaito)[1]

Era o herói número 1 e o oitavo usuário do poder do One For All, agora aposentado. Durante suas horas como herói, All Might tem um esteorótipo de herói americano como os dos quadrinhos, alto, musculoso, sempre portando um enorme sorriso e com atitudes positivas, sendo considerado o símbolo da paz. No resto de seu tempo, tem uma aparência excessivamente magra e frequentemente sangra pela boca. Virou o "treinador" de Midoriya quando decidiu passar seu poder para ele por ter visto uma grande inclinação heróica no garoto. Também é professor na U.A, uma escola para formar heróis, onde leciona uma disciplina chamada Estudos Fundamentais dos Heróis. All Might tem o poder da super força, agilidade e resistência proporcionados pelo One For All, mesmo que o poder tenha se tornado cada vez mais fraco depois de um ferimento quase letal sofrido em uma batalha há alguns anos, só conseguindo manter sua forma musculosa por algumas horas por dia. Seus poderes ficaram ainda mais fracos ao passar sua individualidade para Izuku, e completamente desapareceram quando o mesmo fez uso excessivo deles na luta contra o vilão All For One.
- Katsuki Bakugo (爆豪勝己, Bakugō Katsuki)[1]

Também conhecido como Kazinho (Ka-chan), foi amigo de infância de Midoriya e é também colega de classe. Tem uma personalidade muito agressiva, muitas vezes demonstrando um complexo de superioridade e propensão a xingamentos, começou a praticar bullying com Midoriya depois que o mesmo não manifestou poderes. Sua individualidade é manifestar explosões a partir do suor de seu corpo. É bem mais inteligente do que aparenta ser, e assim como Midoriya, é fã do All Might e também deseja ser um herói número 1. Mais adiante escolhe o nome de herói Dynamight. Ele depois descobre que Midoriya recebeu o poder do One For All, mesmo quando All Might perdeu seu poder, All Might deixa claro para Bakugo para não revelar como Midoriya recebeu seus poderes para seus colegas, para que não comprometesse a identidade de seu poder, até mesmo para os vilões. Devido ao seu temperamento explosivo, este parece ter os requisitos para ser o vilão. Numa parte do mangá Bakugo foi obrigado a parar Midoriya que tinha se perdido do seus poderes junto com seus amigos. Ele depois se desculpa com Midoriya porque este sentia inveja pelo fato de não ter nenhum poder.

## Alunos do Colégio UA

### Estudantes do Primeiro Ano

#### Com Midoriya
- Ten'ya Iida (飯田天哉, Īda Ten'ya)[1]

É um dos protagonistas do anime. Bem educado e sério, Iida sempre pensa de maneira racional e por isso acaba se tornando líder de classe na U.A onde ele estuda. Iida tem como individualidade motores a combustão naturalmente acoplado em suas panturrilhas, concedendo a ele uma velocidade enorme que pode alternar entre primeira, segunda e terceira marcha. Se torna amigo e grande admirador de Midoriya. Iida vem de uma família histórica de heróis, e herda o nome de seu agora aposentado irmão, o herói Ingenium, que se encontrava hospitalizado devido ao ataque do Matador de Heróis. Midoriya mostra para Iida o significado do que é ser um herói.
- Ochaco Uraraka (麗日お茶子, Uraraka Ochako)[1]

Mais conhecida por seu nome de herói, Uravity, Uraraka é uma das protagonistas do anime junto com Midoriya. Ela é incrivelmente poderosíssima, uma estudante da U.A que conhece Midoriya no primeiro dia do teste de admissão, quando usa seu poder para Midoriya não cair no chão, no modo de ver Midoriya, a "Garota Legal". Neste mesmo teste, Uraraka acaba sendo salva por Midoriya e assim eles criaram um forte vínculo. Bastante alegre e sorridente, seu poder consiste em retirar o efeito da gravidade sobre qualquer objeto, inclusive a si mesma, através do toque, fazendo com que estes se tornem leves e flutuem. Quando ultrapassa os limites de seus poderes ou os usa em si mesma por muito tempo, Uraraka vomita. Esta parece estar conflitante em seus sentimentos por Midoriya. Única pessoa que Midoriya aceita ser chamado de Deku, que quis dizer "Eu posso" ao contrário de Bakugo que dizia "Impossível conseguir", que deu a ideia de Midoriya a usar o nome de herói.
- Shoto Todoroki (轟焦凍, Todoroki Shōto)[2]

É um aluno da U.A que entrou via recomendações, não precisando fazer testes de admissão, já que possui um talento exorbitante devido ao seu treinamento forçado com o seu pai, o atual herói número 1 Endeavor (Enji Todoroki). Todoroki tem uma personalidade fria, decorrente de sua educação dura. É bastante experiente no campo de batalha sendo capaz de ficar calmo até mesmo quando luta contra vilões reais. Shoto consegue produzir gelo a partir do seu lado direito e fogo do lado esquerdo, mesmo que no início usasse apenas o poder de gelo herdado de sua mãe, devido ao ódio que desenvolveu pelo seu pai já que o mesmo o privou de uma infância comum, abusando-o e treinando-o excessivamente, pois o via como uma mera ferramenta para ultrapassar All Might. Shoto possui uma queimadura ao redor de seu olho esquerdo, de quando sua mãe, enlouquecida e enojada pela sua semelhança com o pai, lançou água fervente em direção ao seu rosto. Shoto tem uma personalidade fria e distante, decorrente a educação áspera que recebeu. Ele é bastante imutável durante suas batalhas, podendo ficar calmo mesmo enquanto luta contra vilões. Embora seja bruto em batalha, está bem ciente da ética do heroísmo, apenas desejando subjugar seus adversários. Após o Festival Esportivo, Shoto ainda tem uma atitude distante, mas tornou-se visivelmente mais sociável e mostrou seu sorriso mais vezes, e aos poucos está ganhando um senso de humor graças a Midoriya. Diferente do convencional, Shoto usa apenas seu primeiro nome como nome de herói. Também passa a andar com Iida, Midoriya e Uraraka.

#### Com Bakugo
- Eijiro Kirishima (切島鋭児郎, Kirishima Eijirō)[3]

Mais conhecido por seu nome de herói, Red Riot, é um aluno da U.A, da mesma classe de Midoriya. Possui o poder de Endurecer e Enrijecer seu corpo como se fosse uma rocha maciça. É um amigo próximo de Bakugo, mesmo que o outro não goste de o admitir. Possui uma personalidade animada e empolgada, tanto quanto calma e tranquila. Sempre está disposto a provar sua coragem, muitas vezes tomando atitudes que considera "viris". Seu maior objetivo é ser como seu ídolo, Crimson Riot. Este tinha uma relação com Mina Ashido, colega do lugar de onde ele estudou, como chega a estar a fim dela.
- Denki Kaminari (上鳴電気, Kaminari Denki)[3]

Também conhecido por seu nome de herói, Stun Gun Hero "Chargebolt" (Herói Arma De Choque "Raio Carregado") um aluno da U.A que tem a habilidade de eletrificar seu corpo emitindo uma aura elétrica que dá choque em qualquer um que entre no raio de ação. Caso ele use bastante seu poder, ele vira fica com o cérebro eletrocutado, e entra em curto-circuito por um tempo, mantendo uma expressão abobada e os dois polegares para cima. Não é muito inteligente em aulas de conteúdo convencional. Possui um fraco por mulheres. Este pode amplificar seu poderes graças a Kyoka Jiro.

#### Outros Alunos
- Tsuyu Asui (蛙吹梅雨, Asui Tsuyu)[4]

Mais conhecida por seu nome de heroína, Rainy Season Hero:Froppy (Heroína da Estação Chuvosa: Froppy) uma estudante da U.A que treina para se tornar uma heroina profissional. Asui, ou Tsuyu como prefere ser chamada, é uma menina bem calma e extremamente sincera que tem os poderes similares ao de um sapo. Ela consegue pular muito alto, esticar bastante a sua língua, nadar bem, guardar objetos no seu estômago, secretar uma substância irritante do sua pele, além de poder se camuflar. Ela também se diz capaz de poder remover seu estômago para lavá-lo, mesmo que nunca tenha sido mostrada o fazendo.
- Hanta Sero (瀬呂 繁太, Sero Hanta)[5]

Outro estudante da 1-A, ele é energético garoto de sorte, com um rosto bastante simples. Sua habilidade é, Tape (テープ, Tēpu; "fita"), que permite a ele atirar fita adesiva incrivelmente forte de ejetores em seus cotovelos. Também é conhecido pelo nome de herói, Cellophane, um trocadilho com seu próprio nome.
- Minoru Mineta (峰田実, Mineta Minoru)[4]

Mais conhecido por seu nome de herói: Fresh-Picked Hero: Grape Juice (Herói Recém-Colhido: Suco de Uva), é um estudante da U.A, da mesma classe de Midoriya. Ele é mais magro e bem mais baixo que a maioria dos personagens. Tem uma personalidade bem pervertida, sempre de olho nas estudantes da academia onde estuda, assim como Denki. Bastante inteligente e também medroso, Mineta tem o dom de produzir esferas bem grudentas que ficam na sua cabeça. As esferas grudam em qualquer superfície, menos na pele de Mineta. Dependendo de seu humor, elas podem ficar até um dia inteiro presas em algo. Caso Mineta use muitas esferas, ele sangra, frequentemente usada para alivio cômico na história.
- Momo Yaoyorozu (八百万百, Yaoyorozu Momo)[4]

Também conhecida por seu nome de herói: Everything Hero: Creati (Herói Tudo: Creati). Também estudante da U.A, Yaoyorozu é vice-líder da classe 1-A. Ela tem um intelecto bastante avançado para a idade assim como também é umas das mais talentosas em sua classe. Igual a Todoroki, entrou na U.A por recomendações ao invés de participar do exame de admissão. Com uma habilidade de criar quase todo tipo de matéria não-viva de qualquer parte do seu corpo a partir de sua gordura corporal, sendo é bastante confiante em seu poder. Para criar o objeto, Momo precisa saber a composição química do mesmo e precisa idealizar como o mesmo será feito em sua mente.
- Fumikage Tokoyami (常闇踏陰, Tokoyami Fumikage)[4]

Também conhecido por seu nome de herói, Tsukuyomi (em referência à divindade lunar xintoísta, Tsukuyomi-no-Mikoto), é um aluno da U.A , da classe 1-A (a mesma de Midoriya) que tem o poder de controlar sua sombra, que possui consciência própria, apelidada de "Dark Shadow". Possui uma peculiar cabeça de corvo que ainda é um mistério. Sua sombra é medida em força de acordo com a luminosidade local. Porem, quanto mais escuro for o ambiente, mais complicado será para Tokoyami controlar seu poder, podendo ceder à raiva e destruir tudo a sua volta. É um dos alunos mais poderosos da Classe. Sua personalidade é neutra, tendendo a falar pouco e se manter comportado. Sua roupa de Super-herói é composta de uma capa que usa para preservar a escuridão, dando mais poder à Dark Shadow.
- Yuga Aoyama (青山優雅, Aoyama Yūga)[2]

Também conhecido por seu nome de herói, Shining Hero: Can't Stop Twinkling (Herói Brilhante:Não Consigo Parar De Cintilar), é um estudante da U.A que treina para se tornar um herói profissional. Yuga é confiante e orgulhoso até demais, tornando-o comicamente ignorável a maior parte do tempo. É bastante calmo, porém em situações de perigo real tende a se esconder, mesmo que sempre tente praticar atos heróicos, já tendo salvado Midoriya, Tokoyami, e quase libertando Bakugo. Tem o poder de lançar um raio laser a partir do umbigo. Caso use muito esse poder, ele fica com dor de barriga.
- Toru Hagakure (葉隠透, Hagakure Tōru)[5]

Também conhecida por seu nome de herói, Stealth Hero: Invisible Girl (Heroína Furtiva: Garota Invisível), é uma aluna da U.A que tem o poder de ser invisível, que também lhe dá a habilidade de refratar luz. A única coisa que se pode ver dela são as roupas: uniforme da escola quando vai para as aulas em sala ou apenas as luvas e sapatos quando "veste" seu uniforme de herói. Nunca foi vista sem estar invisivel até então (segundo ela própria, sua aparência é um misto entre a consorte imperial chinesa Yang Guifei e São Francisco Xavier), e não se sabe se seu poder pode ser desativado.
- Kyoka Jiro (耳郎響香, Jirō Kyōka)[2]

Uma aluna da U.A que tem os lóbulos de suas orelhas em formato de plugs de fone de ouvido além também dos Head Fones que usa, que ela pode conectar em qualquer objeto para escutar vibrações do ambiente e descobrir se tem pessoas ou algo por perto, assim como ter a capacidade de emitir seus próprios batimentos cardíacos em volumes absurdos. Kyoka tem uma personalidade pragmática, sem entusiasmo e rude com aquelas pessoas que ela acha irritante. Nome de heroína: Ear Jack. Ela também amplifica os poderes de Denki Kaminari.
- Mashirao Ojiro (尾白猿夫, Ojiro Mashirao)[5]

É um aluno da U.A. Bem calmo, gentil e com um profundo senso de dignidade. Ojiro tem uma cauda muito forte e robusta que usa como um terceiro braço para atacar ou fazer várias outras coisas. O lado ruim desse dom é que ela está sempre habilitada, o que dificulta para sentar ou deitar. Nome de herói: Tailman.
- Mezo Shoji (障子目蔵, Shōji Mezō)[2]

É um estudante da U.A que pretende se tornar um herói profissional. Shoji tem tentáculos que permite que ele faça cópias de parte do seu corpo, como por exemplo olhos, braços, boca, ouvidos ou outras partes. É fisicamente mais forte e alto que a maioria dos outros alunos. Nome de herói: Tentacole.
- Rikido Sato (砂藤力道, Satō Rikidō)[5]

Aluno da U.A. Sato é alto, musculosos e com um cabelo preto espetado. Ele tem o poder de aumentar a sua força em 5 vezes para cada 10 gramas de açúcar que consome. Dura por três minutos. Enquanto aumenta seu poder, sua função cognitiva diminui gradualmente assim como fica extremamente cansado quando o efeito passa. Tem como hobby a culinária, que desenvolveu como forma de testar as aplicações de seu poder. Nome de herói: Sugarman.
- Mina Ashido (芦戸 三奈, Ashido Mina)[2]

Uma garota da turma 1-A com cabelos rosa e pele lilás. Sua individualidade permite que ela excrete um fluido ácido de seu corpo, chamado de Ácido (酸, San). É amiga de infância de Kirishima, e sua proatividade serviu de impulso para a obsessão do rapaz em provar sua coragem em um episódio do passado de ambos. Usa o nome de herói Pinky, depois que sua ideia inicial, Alien Queen, foi rejeitada, dado o nome da vilã DC do Batman, capanga do Coringa.
- Kōji Kōda (口田 甲司, Kōda Kōji)

Um estudante cuja individualidade permite ele falar com animais. Possui uma pele parecida com rocha e é extremamente tímido, preferindo mais falar com os animais do que com seus colegas.

#### Estudantes da classe 1-B
- Neito Monoma (物間 寧人, Monoma Neito)[6]

Um aluno que tem inveja da popularidade da Turma 1-A e está determinado a superá-lo da melhor maneira possível. Sua individualidade é Copia (コピー, Kopi), permite que ele toque uma pessoa e use sua individualidade por dez minutos, no entanto, ele só pode copiar quatro peculiaridades de cada vez.
- Itsuka Kendō (拳藤 一佳, Kendō Itsuka)[6]

Líder da classe 1-B, ela possui a individualidade de aumentar suas mãos, chamado de mãos grandes (大拳, Daiken). Itsuka é brilhante e atenciosa. Ela priorizará o cuidado de outras pessoas e deseja ativamente ver o sucesso de seus colegas de classe. Ela também é extremamente inteligente, que é uma das razões pelas quais ela chegou tão longe com sua peculiaridade.
- Ibara Shiozaki (塩崎 茨, Shiozaki Ibara)[6]

Uma garota cuja individualidade se chama videira (ツル, Tsuru), permitindo que Ibara produza videiras de seus cabelos, que ela pode estender e usar em combate. Ibara é uma pessoa muito modesta e cortês. Embora graciosa e de fala mansa, ela não tem medo de revelar suas intenções puras. Ela parece ter uma inclinação altamente religiosa, devido a ela falar sobre o céu e seres divinos em várias ocasiões, e seus super movimentos tendo nomes um tanto religiosos, como "Escudo da Fé" e "Crucificação".
- Tetsutetsu Tetsutetsu (鉄哲 徹鐵)[6]

Um estudante que inicialmente era o rival de Eijiro, devido a suas peculiaridades semelhantes. Sua individualidade é Aço (スティール, Sutīru) permite que Tetsutetsu transforme temporariamente sua pele em aço. Tetsutetsu é definido por sua personalidade muito teimosa e franca. Ele é confiante, teimoso e muito direto em suas motivações e ações. Também se torna sociável com Eijiro por ter individualidades parecidas.
- Hiryū Rin (鱗 飛竜, Rin Hiryū)[6]

A individualidade de Hiryu permite que ele desenvolva escamas reptilianas fortes e duráveis de sua pele. Essas escamas o protegem como uma armadura; ele também pode atirar nessas escamas com força e velocidade consideráveis. Força suficiente pode quebrar a armadura de escama de Hiryu.
- Jūrōta Shishida (宍田 獣郎太, Shishida Jūrōta)[6]

A individualidade de Jurota permite que ele se transforme em um grande e monstruoso homem-fera. Esta forma de monstro aumenta drasticamente sua força, velocidade e durabilidade, bem como seus sentidos de audição e olfato. Enquanto ele se transforma, ele se torna mais selvagem, tornando-o imprudente. Jurota parece ser um intelectual, pois usa uma forma de falar bastante prolixa e muitas vezes se dirige aos outros por títulos respeitosos como 'senhor' e 'senhorita'. Isso porque ele foi criado em uma família muito bem-educada e afetuosa. Embora transformado, Jurota é bastante turbulento e enérgico, o que é provavelmente um efeito colateral de sua individualidade.
- Jūzō Honenuki (骨抜 柔造, Honenuki Jūzō)[6]

A individualidade de Juzo permite que ele suavize qualquer coisa não viva que toque. Por exemplo, ele pode amolecer o solo para torná-lo semelhante a areia movediça, dificultando os movimentos e a mobilidade. Se Juzo fizer contato novamente, ele pode desfazer o efeito. Ele também é capaz de nadar em materiais amolecidos.
- Kinoko Komori (小森 希乃子, Komori Kinoko)[6]

A individualidade de Kinoko permite que ela espalhe vários tipos de esporos de fungo de seu corpo. Os esporos crescerão rapidamente e se transformarão em cogumelos adultos assim que entrarem em contato com uma superfície sólida. Os cogumelos podem crescer em várias superfícies, incluindo os arredores de Kinoko, seu próprio corpo e até mesmo o corpo de seu oponente. Eles duram apenas 2 a 3 horas. Os esporos se espalham melhor em um ambiente úmido. Kinoko tem os olhos escondidos pela franja frontal e tem uma expressão taciturna, sugerindo que ela é muito tímida.
- Kojirō Bondo  (凡戸 固次郎, Bondo Kojirō)[6]

A individualidade de Kojiro permite que ele borrife grandes quantidades de um líquido semelhante a uma cola de secagem rápida dos sete buracos em seu rosto. O líquido é pegajoso e pode ser usado para prender pessoas e prender coisas umas às outras. Afirma-se que ele pode controlar a velocidade com que seu adesivo seca. Descrito como um gigante gentil, Kojiro mostrou ser uma "violeta encolhida" em comparação com o resto de seus colegas, semelhante a Koji Koda da Classe 1-A.
- Kōsei Tsuburaba (円場 硬成, Tsuburaba Kōsei)[6]

A individualidade de Kosei permite que ele solidifique qualquer ar que ele respire, permitindo que ele crie paredes e / ou plataformas invisíveis. O tamanho da parede ou plataforma depende da capacidade pulmonar. Inicialmente, essas paredes e plataformas não eram muito fortes, pois Bakugo foi capaz de quebrar uma parede como se fosse feita de vidro usando apenas o punho nu, sem ferimentos. Kosei é um indivíduo muito entusiasmado e competitivo, que tenta se manter em um alto padrão ao fazer um esforço para evitar descer ao nível de seus rivais.
- Manga Fukidashi (吹出 漫我, Fukidashi Manga)[6]

A individualidade de Mangá permite que ele materialize palavras no ar, falando-as. Essas palavras são onomatopéias (palavras que descrevem sons) que podem manifestar os efeitos do fenômeno que o som sugere. A única desvantagem é que o uso excessivo de sua individualidade pode fazer com que ele fique com a garganta incrivelmente inflamada.
- Nirengeki Shōda (庄田 二連撃, Shōda Nirengeki)[6]

A individualidade de Nirengeki, o permite que no local de qualquer impacto inicial, faça com que o ponto de contato receba um segundo impacto. O segundo impacto é várias vezes mais forte do que o golpe inicial. Ele também usa sua individualidade em objetos para enviá-los voando contra os oponentes ou para enviar possíveis armas para longe. Nirengeki tem uma atitude muito humilde, pois não vai levar o crédito por algo que sente que não conquistou com as suas próprias forças. Ele é um bom amigo de Tenya Iida e elogiou Ashido por seu soco depois, dando a entender que ele é maduro e não guarda rancor.
- Pony Tsunotori (角取 ポニー, Tsunotori Ponī)[6]

A individualidade de Pony dá a ela um par de chifres em sua cabeça. Ela é capaz de lançar seus chifres como projéteis e um novo conjunto crescerá quase imediatamente. Ela pode controlar remotamente até quatro deles por vez. Pony é uma garota tímida. Por ser estrangeira (ela é norte-americana), ela não tem muito conhecimento da língua japonesa. Ela se mostra bastante ingênua e inocente na personalidade, aprendendo frases desagradáveis de Neito Monoma sem perceber o que essas palavras significam, como mostrado quando Neito diz a Pony frases rudes para contar à Classe 1-A.
- Reiko Yanagi (柳 レイ子, Yanagi Reiko)[6]

A individualidade de Reiko permite que ela controle telecineticamente objetos próximos. O limite de peso de seu Quirk é aproximadamente o peso de um ser humano médio. Reiko é uma adolescente quieta e sem emoções que frequentemente mostra uma postura corporal estranha, na qual ela mantém os cotovelos ao lado do corpo e deixa as mãos balançarem, o que se assemelha a antigas representações de zumbis, fantasmas e outras criaturas mortas-vivas, aludindo ao sua individualidade.
- Sen Kaibara (回原 旋, Kaibara Sen)[6]

O individualidade de Sen permite que qualquer parte de seu corpo gire como uma furadeira. Os efeitos desta individualidade transformam os membros de Sen em algo semelhante a grandes ferramentas rotativas. Isso aprimora suas habilidades de combate corpo a corpo significativamente. Sen é uma pessoa sensata que permanece calma e concentrada em muitas ocasiões. Ele também mostrou ser mais maduro do que Neito Monoma, dizendo a este último para parar de provocar Bakugo da Classe 1-A e se concentrar em seu objetivo durante a Batalha de Cavalaria.
- Setsuna Tokage (取蔭 切奈, Tokage Setsuna)[6]

A individualidade de Setsuna permite que ela divida seu corpo em até 50 pedaços. Cada uma dessas peças divididas é capaz de levitar e mover-se livremente pelo ar. As peças de Setsuna também podem se regenerar se forem destruídas ou inutilizáveis. A habilidade de regeneração de seu Quirk é muito exaustiva para ela, e é por isso que ela prefere lembrar o máximo possível de partes de seu corpo para conservar sua energia. Setsuna é descrita como tagarela, confiante e extremamente provocativa e falante. Ela é uma das poucas alunas da Classe 1-B que não guarda nenhum ódio aparente pela Classe 1-A.
- Shihai Kuroiro (黒色 支配, Kuroiro Shihai)[6]

A individualidade de Shihai permite que ele funda seu corpo com qualquer coisa de cor escura; seja naturalmente escuro ou escuro por meio de circunstâncias externas, como sombras. Depois de melhorar sua individualidade, ele pode mover as coisas ditas 'pretas', mas ao mesmo tempo está limitado às coisas pretas que normalmente são capazes de se mover. Como tal, ele foi capaz de se fundir na Sombra Negra de Fumikage e rapidamente assumir o controle sobre ela para atacar Fumikage. Shihai é um maquinador astuto e traiçoeiro, que prefere pegar as pessoas desprevenidas. Ele parece gostar de conceitos obscuros e tem uma inclinação para o discurso dramático, semelhante ao Fumikage Tokoyami da Classe 1-A.
- Togaru Kamakiri (鎌切 尖, Kamakiri Togaru)[6]

A individualidade de Togaru permite que ele produza lâminas grandes de qualquer parte de seu corpo. Essas lâminas são afiadas e fortes o suficiente para cortar canos de aço e ferro, e duráveis o suficiente para resistir a uma explosão à queima-roupa. Tem uma aparência de híbrido de humano com inseto. Tem uma personalidade agressiva, porém não tanto como a de Bakugou da Classe 1-A.
- Yosetsu Awase (泡瀬 洋雪, Awase Yōsetsu)[6]

A individualidade de Yosetsu lhe dá a capacidade de fundir objetos em um nível atômico, embora ele precise tocar os dois objetos para fundi-los. Esta individualidade é eficaz em materiais orgânicos e inorgânicos. Yosetsu é desbocado e tenso, exceto em situações graves ou de vida ou morte, nas quais ele se assusta facilmente e fica muito mais falante, embora mantenha seu jeito áspero de falar.
- Yui Kodai (小大 唯, Kodai Yui)[6]

A individualidade de Yui concede a ela a habilidade de alterar o tamanho dos objetos não vivos com os quais ela interagiu. Parece ser ativado por Yui tocando as pontas dos dedos. Yui é muito reservada e quieta.

#### Outros estudantes do Primeiro Ano
- Hitoshi Shinsō (心操 人使, Shinsō Hitoshi)[6]

Estudante da Classe 1-C, Hitoshi é uma pessoa estóica e direta com uma habilidade inata de iniciar conversas com qualquer pessoa, apesar de manter uma atitude reservada e quieta na maior parte do tempo. Ele mostra ser bastante inteligente, sendo capaz de manipular os outros para responder às suas palavras, permitindo-lhe a oportunidade de ativar sua individualidade. A individualidade de Hitoshi, Lavagem Cerebral, permite que ele coloque alguém em um estado em que a vítima é forçada a obedecer a tudo o que ele comanda. Ele só pode ativar esse poder quando seu alvo responder verbalmente a ele. A lavagem cerebral precisa ser ativada intencionalmente e não terá efeito se Hitoshi não quiser.
- Mei Hatsume (発目 明, Hatsume Mei)[6]

Estudante da Classe 1-H, Mei é uma garota razoavelmente baixa com uma constituição bastante madura. Mei é uma garota inteligente e assertiva que muitas vezes deixa as pessoas ao seu redor desconfortáveis. Ela adora criar gadgets, que ela chama de seus "bebês super fofos". A individualidade de Mei, Zoom, permite que ela amplie sua visão em qualquer coisa que esteja em sua linha de visão. Se ela realmente se concentrar, Mei pode ver coisas até cinco quilômetros. Também as vezes exagera a ponto de deixar seus colegas desconfortáveis.

### Estudantes do Terceiro Ano (Big Three)
- Mirio Togata (通形 ミリオ, Tōgata Mirio)[7]

É um aluno da Classe 3-B e faz parte dos Três Grandes. Mirio era originalmente o principal candidato a se tornar o sucessor de All Might e o herdeiro de One For All antes deste conhecer Izuku Midoriya. Mirio normalmente aparece como um indivíduo extremamente bobo e cheio de energia, com alguns hábitos peculiares. Partindo exclusivamente de sua personalidade, muitos tendem a questionar como Mirio é um dos melhores alunos do Colégio UA. Mirio tem uma atitude muito otimista e quase sempre pode ser encontrado sorrindo. Se mostrou determinado assim como Midoriya para tentar salvar Eri de Kai Chisaki, o Overhaul.
- Tamaki Amajiki (天喰 環, Amajiki Tamaki)[7]

É um aluno da Classe 3-A e faz parte dos Três Grandes. Tamaki é extremamente tímido, indiferente, deprimido, "intimidador" e introvertido, especialmente perto do público. Ele fica nervoso com muita facilidade quando fala com outras pessoas. Se sua ansiedade tirar o melhor dele, Tamaki frequentemente se virará e se encostará em uma parede para esconder seu rosto dos outros.  Isso também acontece sempre que Tamaki tem um mau pressentimento ou se sente insultado. Apesar de sua personalidade, Tamaki demonstrou ser bastante forte, analítico e perspicaz em batalha vencendo a 3 membros dos Yakuza em combate com o incrivel dominio de seu dom e habilidades. Foi colega de Mirio de onde estudou e amigo.
- Nejire Hadō (波動 ねじれ, Hadō Nejire)[7]

É uma aluna da Classe 3-A e faz parte dos Três Grandes.Nejire é naturalmente uma garota muito gentil, falante e infinitamente curiosa. Ela mostra grande interesse nas características físicas únicas das pessoas e se distrai facilmente com elas. Devido a isso, Nejire pode ser muito direta, muitas vezes fazendo perguntas invasivas ou desagradáveis. Nejire é uma pessoa afetuosa e de "espírito livre", alguém que tem uma paixão genuína por aprender coisas novas e estranhas e não tem medo de falar o que pensa ou mostrar como se sente. Como heroína as mechas de seu cabelo toma a forma de chifres.

## Professores do Colégio UA
- Shota Aizawa (相澤消太, Aizawa Shōta) / Eraserhead (イレイザー・ヘッド, Ireizā Heddo)[1]

É professor da U.A. atuando no papel de ensinar diretamente a classe 1-A. Também conhecido como Eraser-head, possui o poder de anular o dom das pessoas apenas olhando para elas, com exceção de classes mutantes. É um exímio lutador corpo a corpo, tendo conceitos de artes marciais e shinobis inclusas, alem de utilizar faixas especiais. Tem uma personalidade serena e ao mesmo tempo séria e direta, demonstrando intelectualidade aguçada por sempre analisar as situações friamente, e não aprecia nada que possa considerar perda de tempo. Está sempre com os olhos secos e avermelhados por causa de seu dom, que os requer sempre abertos e por isso vive cansado ou dormindo. Utiliza óculos com lentes especiais para não anular os poderes de seus alunos.
- Hizashi Yamada (山田ひざし, Yamada Hizashi) / Present Mic (プレゼント・マイク, Purezento Maiku)

Professor da U.A responsável por dar aulas de inglês, também conhecido como Present Mic. Foi quem recepcionou os alunos e explicou as regras no primeiro dia do teste de admissão que Midoriya fez. Tem o poder de aumentar a sua voz criando sons agudos muito altos, que podem fazer os tímpanos dos outros estourarem.
- Space Hero Thirteen (スペースヒーロー・13号, Supēsu Hīrō Jū-san Gō)[6]

É uma professora da U.A e heróina profissional especializada em busca e resgate. Sua aparência é desconhecida tendo em vista que todo seu corpo é coberto por uma roupa de astronauta. Seu poder, o Buraco Negro (Black Hole), criado a partir da ponta do seu dedo, tem a capacidade de sugar e desintegrar qualquer matéria ao nível atômico. Ele geralmente é usado em missões de resgate pela facilidade de remover destroços causados por desastres. Possui uma certa fama por seus resgates ambientais. Por muito tempo, seu gênero foi objeto de especulação até que o autor revelou, no livro ULTRA ANALYSIS Character Book, que No. 13 é uma mulher.
- Chiyo Shuuzenji (修善寺治与, Shūzenji Chiyo), mais conhecida como Recovery Girl (妙齢ヒロイン リカバリーガール, Rikabarī Gāru)[6]

É uma senhora baixinha que se veste como uma médica. Ela é a enfermeira da U.A e dá aulas de enfermagem para os heróis. Tem o poder de acelerar a cura nas pessoas com um beijo, deixando-as curadas em segundos. Ela usa a energia restante do corpo da pessoa a ser curada, sendo assim, ferimentos mais graves necessitam de mais energia do paciente. Chiyo era uma das poucas pessoas que sabiam sobre a verdadeira identidade de All Might assim como o segredo de seu dom, pegando em seu pé toda vez que Midoriya se machuca. Também sabe da individualidade de Midoriya.
- Nezu (根津)[6]

O diretor do Colégio U.A. e um dos poucos animais não humanos a desenvolver uma individualidade possui a aparência de um hamster. Seu dom permite que ele tenha habilidades antropomórficas e inteligência extrema. Ele também sabe da individualidade de Midoriya.
- Sekijiro Kan (管赤慈郎, Kan Sekijirō) / Vlad King (ブラドキング, Burado Kingu)[6]

É professor da U.A. atuando no papel de ensinar diretamente a classe 1-B. Como professor, Sekijiro tem uma atitude atenciosa para com seus alunos. Ele está disposto a sair de seu caminho para protegê-los e os encoraja a fazer o melhor possível. Ele também vê a Classe 1-A como rivais, mas também valoriza seu crescimento e segurança. Ele frequentemente os usa para motivar sua própria classe a alcançar objetivos cada vez maiores.
- Nemuri Kayama (香山睡, Kayama Nemuri) / Midnight  (ミッドナイト, Middonaito)[6]

Heroína profissional e professora de arte moderna no Colégio U.A.. É caracterizada pelo seu uniforme que simula a aparência de uma dominatrix. Tem o dom de exalar um perfume que adormece os adversários, funciona melhor nos homens do que nas mulheres.
- Ken Ishiyama (石山堅, Ishiyama Ken) / Cementoss  (セメントス, Sementosu)[6]

Herói profissional e professor de literatura moderna no Colégio U.A. Com seu dom, ele pode manipular tudo o que é feito de cimento e reformar à vontade.
- Ectoplasm (エクトプラズム, Ekutopurazumu)[6]

Herói profissional e professor de matemática no Colégio U.A. Tem a capacidade de gerar ectoplasma pela boca, com o qual pode gerar até 30 clones.
- Texan McShoot (スナイプ, Sunaipu)[6]

Um professor na U.A. cujo dom permite que ele altere a trajetória de suas balas.
- Power Loader (パワーローダー, Pawā Rōdā)[6]

Power Loader é um professor rigoroso que deseja que seus alunos se destaquem sem restrições. Ele tem uma relação de amor / ódio com Mei Hatsume, ficando facilmente irritado com seu descuido e frequentemente a ameaçando com banimentos do Estúdio de Desenvolvimento, mas reconhecendo sua inventividade e produtividade.
- Hound Dog (ハウンドドッグ, Haundodoggu)[6]

Hound Dog é o Conselheiro de Orientação de Estilo de Vida no Colégio U.A. Tem a aparência de um cachorro devido ao sua individualidade. Ele tem cabelo loiro desalinhado espetado atrás da cabeça. Ele também usa uma focinheira sobre o focinho ligeiramente pontudo em seu traje de herói. Quando zangado, Ryo fala de forma incoerente e violenta com uma mistura de palavras e um som semelhante ao rosnado de um cachorro.

## Heróis Profissionais

### Top 10 Heróis
#1*Endeavor (エンデヴァー, Endevā)
Um herói com imensos poderes de chama que é o pai de Shoto e seus três irmãos mais velhos. No passado, ele tinha um relacionamento tenso com seus filhos, embora ele mais tarde tente consertar depois de se tornar o herói número 1.
#2*Hawks  (ホークス, Hōkusu)
Um jovem herói cujo dom lhe concede um par de asas com penas vermelhas que permitem que ele voe, bem como a habilidade de manipular penas destacadas à distância.
#3*Best Jeanist (ベストジー二スト, Besuto Jīnisuto)
Um herói que tem o poder de controlar as fibras das roupas. Ele é aparentemente morto por Hawks para ganhar a confiança da Liga dos Vilões.
#4*Mirko  (ミルコ)
Uma jovem cujo poder dá a ela características semelhantes às de um coelho, como maior força nas pernas e grandes orelhas de coelho.
#5*Edgeshot (エッジショット, Ejjishotto)
Um herói cujo Quirk Foldabody (紙 肢, Shishi) permite que ele manipule a gordura de seu corpo.
#6*Crust (クラスト, Kurasuto)
#7*Kamui Woods (シンリンカムイ, Shinrin Kamui)
Um herói cujo poder dá a ele a habilidade de manipular seus membros como galhos de árvores.
#8*Wash (ウォッシュ, Wosshu)
#9*Yoroi Musha (ヨロイムシャ, Yoroimusha)
#10*Ryukyu (リューキュウ, Ryūkyū)
Uma heroína que leva Nejire Hado, Ochaco Uraraka e Tsuyu Asui como estagiários. Sua peculiaridade permite que ela se transforme em um dragão europeu.

### The Wild Wild Pussycats
- Mandalay  (マンダレイ, Mandarei)[6]

Uma membro das Pussycats cujo poder lhe permite aconselhar e instruir várias pessoas ao mesmo tempo através da transmissão mental.
- Ragdoll (ラグドール, Ragudōru)[6]

Uma membro das Pussycats cuja antiga Quirk Search (サ ー チ, Sāchi) permite que ela observe e monitore até 100 pessoas por vez. Depois que seu poder foi roubado por All For One fora da tela, ela continua fazendo parte da equipe e agora está cuidando das tarefas do escritório.
- Pixie-Bob (ピクシーボブ, Pikushī Bobu)[6]

Uma membro das Pussycats cujo Quirk Earth Flow (土 流, Doryū) permite que ela manipule a terra livremente.
- Tiger (虎, Tora)[6]

O único membro masculino das Pussycats. Sua Pliabody Quirk (軟体, Nantai) permite que ele se estique e dobre seu corpo

### Nighteye Agency
- Sir Nighteye (サーナイトアイ, Sā Naitoai)[6]

Um herói e ex-companheiro de All Might, cujo Quirk Foresight (予 知, Yochi), permite que ele veja o futuro de uma pessoa. Ele depois morre no resgate da Eri.
- Centipeder (センチピーダー, Senchipīdā)[6]
- Bubble Girl (バブルガール, Baburu Gāru)[6]

### Outros Heróis
- Mt. Lady (Mt.レディ, Maunto Redi)[6]

Uma heroína novata cujo poder Gigantificação (巨大 化, Kyodaika) permite que ela cresça significativamente. Mt. Lady foi originalmente concebida por Kōhei Horikoshi para ser a protagonista feminina, mas foi substituída por Ochaco por não saber como utilizar sua peculiaridade na história. Comparada com outros heróis, ela é muito mais extravagante e menos madura, mas está disposta a levar seu trabalho a sério quando necessário.
- Tensei Iida (飯田 天晴, Īda Tensei)/Ingenium (インゲニウム)[6]

Irmão do Iida hospitalizado. Ele depois aparece junto da mãe numa cadeira de rodas, especulando que ele já recebeu alta.
- Gran Torino (グラントリノ, Guran Torino)[6]

Um herói aposentado cujo Quirk Jet (ジ ェ ッ ト, Jetto) permite que ele lance ar através das solas dos pés. Elementos do personagem de Sorahiko são baseados em Yoda.
- Gang Orca (ギャングオルカ, Gyangu Oruka)[6]

Um herói profissional cujo poder dá a ele as habilidades e a aparência de uma orca que ele pode usar na água ou na terra.
- Fat Gum (ファットガム, Fatto Gamu)[6]

Um herói que contratou Tamaki Amajiki e Eijiro Kirishima para seus estágios. Seu poder permite que ele absorva o impacto das colisões
- Rock Lock (ロックロック, Rokku Rokku)[6]

## Vilões
- Tomura Shigaraki (死柄木弔, Shigaraki Tomura)[6]

É um vilão que tem como objetivo matar o All Might para assim destruir aquele que é o "símbolo da paz". Tem o poder de desintegrar tudo que suas mãos tocam. Na maioria das vezes, Shigaraki é visto com "mãos" presas ao seu corpo e possui distúrbios psicológicos atribuídos a elas. Ele é parente do possuidor anterior do One for All antes de passar seu poder para All Might.
- All For One (オールフォーワン, Ōru Fō Wan)[6]

Um vilão nível S, real líder da Liga dos Vilões e mentor de Tomura Shigaraki. Ele já foi capaz de ferir o All Might, deixando-o com uma cicatriz em todo o seu peito esquerdo, sua individualidade dá a habilidade de roubar o dom de qualquer pessoa. Assim como Toshinori Yagi o All For One pode suceder seu poder para outro, também responsável por fazer All Might perder sua individualidade.

### Outros vilões
- Chizome Akaguro (赤あか黒ぐろ血ち染ぞめ, Akaguro Chizome)

É um vilão que matava heróis, e graças a seu ideal, fez com que vários vilões entrassem na Liga dos Vilões, pois todos achavam que ele estava no grupo. Sua individualidade é Bloodcurdle, que faz com que ele paralise o seu alvo ao ingeri o sangue do mesmo.  O tempo de paralisia varia de acordo com o tipo sanguíneo do alvo.
- Nomu (脳のう無む, Nōmu)

É um humano artificial e membro da Liga dos Vilões. Ele e outros foram os principais antagonistas da invasão a USJ, e quase matou All Might.
- Toya Todoroki/Dabi (轟 燈矢/荼毘, Todoroki Tōya/Dabi)[11]

Um dos integrantes da Liga dos Vilões, e apareceu pela primeira vez no arco Vs.Assassino de Heróis, e sua verdadeira identidade é Toya Todoroki e é considerado o filho perdido de Endeavor, e sendo irmão mais velho de Shoto Todoroki. Sua individualidade é lhe concede a habilidade de gerar chamas azuis de seu corpo instantaneamente, sendo suficiente para queimar um grupo inteiro de vilões em cinzas em meros segundos. Ele afirmou, no capítulo 290, que tinha planos para matar o Shoto como retribuição ao que o pai lhe fez. De acordo com o Dabi, ele foi o responsável pelo ataque do Ending, o vilão que sequestrou o Natsuo depois do jantar da família Todoroki com o Bakugo e o Midoriya.
- Himiko Toga (渡と我が被ひ身み子こ, Toga Himiko)[12]

Himiko Toga é uma vilã com classificação C, que na verdade é bastante baixo. Himiko escapou da captura mais de uma vez, e é uma espiã e sabotadora eficaz devido a essa individualidade. Faz parte do Esquadrão de Ações de Vanguarda da Liga dos Vilões. Ela possui a capacidade de se disfarçar através do sangue que ela colhe. Quando desativa, ela fica quase nua ficando apenas com uma parte mucosa no corpo, assim como fez com Midoriya quando usou a aparência de Kemy Utsushimi, membro da Shiketsu. Possui um comportamento de Yandere.
- Muscular (マスキュラー, Masukyurā)

A sua individualidade consiste em aumentar as fibras de seu corpo. Ele também faz parte do Esquadrão de Ações de Vanguarda da Liga dos Vilões. Além de lutar contra Izuku Midoriya, o vilão desempenhou determinada função no passado do jovem: Kota Izumi, o mesmo matou os pais da criança e sua história é de fato perturbadora.Ele foi encontrado por Giran, que buscava reunir os bandidos mais perigosos da localidade. Muscular aceitou o pedido e seus objetivos no grupo são aparentemente sem nenhuma importância, pois o próprio já confirmou que só quis entrar no esquadrão para destruir e ver o sangue de todos ao seu redor.
- Shuichi Iguchi (伊口秀一)

A individualidade de Spinner é desconhecida. Ele também faz parte do Esquadrão de Ações de Vanguarda da Liga dos Vilões.
- Moonfish (ム ー ン フ ィ ッ シ ュ)

Moonfish é um antagonista e vilão afiliado a liga dos vilões, o mesmo tinha participação no esquadrão de Ação Vandaguarda, e foi preso durante a ação do grupo, pertencente também a liga dos vilões. Ele atualmente, se encontra preso. A sua individualidade, lhe permite manipular e controlar os próprios dentes, podendo aumentar e diminuir o tamanho como queira, apesar de parecer um pouco inútil pode-se tornar uma individualidade extremamente forte com bastante treino. Tendo também a liberdade para direciona-los na direção que ele queira.

## Outras escolas de heróis

### Shiketsu High School
- Inasa Yoarashi (夜嵐 イナサ, Yoarashi Inasa)

Um dos heróis que possui um desafeto da família Todoroki, Enji Todoroki, o Endeavor, até Shoto, tal rivalidade que faz Shoto e Inasa ficarem um contra o outro no teste de herói, mas Midoriya os lembra o que realmente deveria ser um herói, mas este teste custou sua licença de herói.
- Kemy Utsushimi (現見 ケミィ, Utsushimi Kemii)[6]

Diferente da Himiko que pode tomar a forma de qualquer pessoa, ela cria ilusões, sua individualidade. Antes de conseguir sua licença provisória, ela é surpreendida por Himiko ficando em seu lugar. No fim do teste, eles percebem que foi uma impostora que estava em seu lugar. Ela é fã de Shoto Todoroki, diferente da Himiko que é por Midoriya. Ela parece gostar de crianças, mostrado no teste para reaver a sua licença.
- Seiji Shishikura (肉倉 精児, Shishikura Seiji)[6]
- Nagamasa Mora (毛原 長昌, Mora Nagamasa)[6]

### Ketsubutsu Academy High School
- Ms. Joke (Ms. ジョーク, Misu Jōku)[6]
- Yo Shindo (真堂揺, Shindō Yō)[6]
- Tatami Nakagame (中瓶 畳, Nakagame Tatami)[6]
- Shikkui Makabi (真壁 漆喰, Makabe Shikkui)[6]
- Itejiro Toteki (投擲 射手次郎, Tōteki Itejirō)[6]

## Outros personagens
- Inko Midoriya (緑谷 引子, Midoriya Inko)[13]

Mãe de Midoriya, que se preocupa com o filho.
- Naomasa Tsukauchi (塚内 直正, Tsukauchi Naomasa)[6]
- Kota Izumi (出水 洸汰, Izumi Kōta)

Garoto que possui um desafeto por Midoriya. Este teve seus pais mortos, mas Midoriya arrisca sua vida para salvá-lo o fazendo ver Midoriya com outros olhos.
- Eri (エリ)

Garota que foi usada por Overhaul para fazer balas capaz de neutralizar a individualidade, salva por Midoriya.

### Usuários do passado do One For All
- Yoichi Shigaraki (死柄木 与一, Shigaraki Yoichi)

O primeiro usuário de One For All e irmão mais novo doente de All For One. Ele foi inicialmente acreditado para ter nascido Anormal, mas na realidade, ele tinha um Quirk que não tinha outra habilidade a não ser se transferir para outra pessoa através do DNA. Depois que seu irmão deu a Yoichi à força um estoque de energia, Quirk, ele se fundiu com o Quirk que ele já possuía, resultando na criação do One For All. Ele aparece pela primeira vez nos sonhos de Midoriya através do One For All.
- Hikage Shinomori (四乃森 避影, Shinomori Hikage)

O quarto usuário do One For All, ele era um homem de cabelos brancos com uma longa cicatriz no lado esquerdo do rosto. Ao contrário dos outros usuários que vieram antes dele, ele optou por se esconder do All For One e treinar com o One For All para tornar o Sofismo o mais forte possível. Ele acabou morrendo 18 anos depois de herdar One For All como resultado de seu corpo ser incapaz de suportar o estresse de usar vários Quirks por longos períodos de tempo. Seu Quirk era Previsão do Perigo (危機 感知, Kiki Kanchi), o que lhe permitiu detectar qualquer ameaça potencial em seu entorno.
- Daigoro Banjo (萬繩 大悟郎, Banjo Daigoro)

O quinto usuário do One For All, ele era um homem musculoso e careca com uma personalidade engraçada e enérgica. Durante o tempo em que ele possuiu One For All, All For One tentou roubá-lo duas vezes, mas falhou em ambas as tentativas. Seu Quirk era Chicote Negro (黒 鞭, Kuro Muchi), o que o permitiu criar fachos de energia negra de suas mãos que ele poderia usar para capturar inimigos e aumentar sua mobilidade. Ele apareceu pela primeira vez durante a Batalha de Treinamento Conjunta como um espírito dentro do One For All para dar instruções a Midoriya sobre como usar seu Quirk.
- En (煙)

O sexto usuário do One For All, ele era um homem quieto, de cabelos escuros que usava uma jaqueta de gola alta que cobria sua boca e nariz. Seu Quirk era Cortina de Fumaça (煙幕, Enmaku), o que lhe permitiu gerar grossas nuvens de fumaça de seu corpo.
- Nana Shimura (志村 菜奈, Shimura Nana)[14]

A sétima usuária do One For All e avó de Tenko Shimura, família morta por Tomura Shigaraki, tal nome que Tenko assumiria, ela era uma mulher bonita e compassiva com um forte senso de justiça. Ela também era a tutora de Toshinori Yagi, conhecido como All Might e morreu protegendo-o do All For One quando o vilão tentou matar os dois. Seu Quirk era Flutuar (浮遊, Fuyū), o que lhe permitia levitar e voar, diferente da técnica de Uraraka que era de gravidade e não sofria enjoo, ao contrário da Uraraka. Ela lembra um pouco a Momo Yaoyorozu.

## "Vigilantes" spin-off
- The Crawler (ザ・クロウラー, Za Kurourā)[15]
- Pop☆Step (ポップ☆ステップ, Poppu☆Suteppu)[15]
- Knuckleduster  (ナックルダスター, Nakkurudasutā)[16]